# Johann Peter Behaghel
Johann Peter Behaghel (* 14. Dezember 1805 in Mannheim; † 21. Februar 1871 in Heidelberg) war ein deutscher Gymnasiallehrer.

## Leben

### Familie
Johann Peter Behaghel war seit 1832 verheiratet. Von seinen Kindern ist namentlich der spätere Architekt Hermann Behaghel bekannt.
Der Jurist und Hochschullehrer Wilhelm Jakob Behaghel war sein Neffe.

### Werdegang
Nach dem Besuch des Lyzeums (siehe Karl-Friedrich-Gymnasium Mannheim) in Mannheim von 1812 bis 1822 beim Rektor Friedrich August Nüßlin immatrikulierte Johann Peter Behaghel sich zu einem Studium der Philologie und Theologie von 1822 bis 1824 an der Universität Bonn und hörte dort die Vorlesungen unter anderem bei Karl Friedrich Heinrich, August Ferdinand Naeke, Carl Theodor Welcker, Karl Dietrich Hüllmann, August Wilhelm Schlegel, Georg Wilhelm Freytag und Wilhelm Adolf Diesterweg, der ihn bereits in Mannheim unterrichtet hatte und bei dem er wohnen konnte. 
Er setzte das Studium von 1824 bis 1826 an der Universität Heidelberg fort und hörte dort Vorlesungen unter anderem bei Johann Friedrich Abegg, Carl Daub, Friedrich Heinrich Christian Schwarz, Friedrich Wilhelm Carl Umbreit, Heinrich Eberhard Gottlob Paulus, Friedrich Creuzer, Johann Christian Felix Bähr und Friedrich Christoph Schlosser.
Nachdem er im Herbst 1826 als evangelisch-protestantischer Pfarrkandidat aufgenommen worden war, übernahm er an dem Privatinstitut des späteren Direktors der höheren Bürgerschule in Heidelberg, Daniel Louis (1798– 1848), eine Lehrstelle. 
Nachdem er im Herbst 1827 das philologische Staatsexamen bestanden hatte, erhielt er von Graf Rudolph von Erlach, dem damaligen Landvogt auf Schloss Wil bei Bern, eine Einladung zur Übernahme der Erziehung seiner vier Söhne. Von Herbst 1827 bis Ostern 1831 blieb er dort und war dann bis Ende Juli 1832 als Lehrer an der Erziehungsanstalt der Brüder Bender in Weinheim tätig; Karl Friedrich Bender war sein Kommilitone in Heidelberg. 
1832 trat er dann am Pädagogium in Pforzheim in den Staatsdienst. 
Im Frühjahr 1834 wurde er als Professor an das Lyzeum in Mannheim berufen. Nach der Pensionierung von Rektor Friedrich August Nüßlin war er von 1850 bis 1854 alternierender und seit 1854 alleiniger Rektor des Lyzeums, bis er 1869 aus gesundheitlichen Gründen um seine Pensionierung, bat und sich darauf in Heidelberg niederließ.
Seit 1836 erteilte er auch Unterricht in deutscher Geschichte und Literatur, deutscher Sprache in Verbindung mit Stilübungen und Geografie am Großherzoglichen Institut für Mädchen in Mannheim.
Zu seinen Schülern in Mannheim gehörte unter anderem der spätere Arzt Adolf Kußmaul.
1854 war er Mitglied des Komitees, das sich für den Bau eines Grabmals des Schriftstellers Johann Peter Hebel einsetzte; 1859 übergab er das Grabmal an die Stadt Schwetzingen.

## Ehrungen und Auszeichnungen
Johann Peter Behaghel wurde 1857 zum Hofrat ernannt.

## Schriften (Auswahl)
- Das Familienleben nach Sophokles. Mannheim, 1844 (Digitalisat).
- Drei Schulreden. Mannheim, 1855 (Digitalisat).
- Geschichte und Statistik des Lyceums zu Mannheim: von der Gründung desselben im Jahr 1807 bis Herbst 1857. Mannheim, 1857. Enthält von S. 40–41 eine Selbstbiographie (Digitalisat),